# Zdeněk Matouš
Zdeněk Matouš (* 23. April 1931 in Prag, Tschechoslowakei; † 19. März 2006 in Prag, Tschechien) war ein tschechischer Schauspieler und Sänger.

## Leben
Als Theaterschauspieler war er in Prag tätig, wo er am Theater Karlín auftrat. Einige seiner ersten Aufführungen hatte er in Pilsen. In der DDR trat er häufig in Dresden auf. Dort gab er im Zwinger ein Konzert.

## Filmografie
- 1961: Tereza
- 1967: Já, spravedlnost
- 1971: Babička (TV, zweiteilig)
- 1979: Geschichte der Wände (Panelstory aneb Jak se rodí sídliště)
- 1981: Kam zmizel kurýr

## Bibliografie
- Život s lebkou múzou. Kostelec na Hané 2003 (Autobiografie)
- Pražská zastavení. Kostelec na Hané 2005 (Gedichtsammlung)